# Multivecteur
 (janvier 2015).
Si vous disposez d'ouvrages ou d'articles de référence ou si vous connaissez des sites web de qualité traitant du thème abordé ici, merci de compléter l'article en donnant les références utiles à sa vérifiabilité et en les liant à la section « Notes et références ».

Un multivecteur est le résultat d'un produit défini pour les éléments d'un espace vectoriel V. Un espace vectoriel muni d'une opération linéaire de produit entre ses éléments est une algèbre; on peut compter parmi les exemples d'algèbres sur un corps celles des matrices et des vecteurs.,,. L'algèbre des multivecteurs est construite grâce au produit extérieur ∧ et est liée à l’algèbre extérieure des formes différentielles.
L'ensemble des multivecteurs d'un espace vectoriel V est gradué par le nombre de vecteurs de la base de V qui forment un multivecteur de l’ensemble. Un multivecteur produit de p vecteurs de base est appelé multivecteur de grade p, ou p-vecteur. La combinaison linéaire de p-vecteurs de base forme un espace vectoriel noté Λp(V). Le grade maximal d'un multivecteur est la dimension de V.
Le produit d'un p-vecteur et d'un k-vecteur est un (k + p)-vecteur, l'ensemble des combinaisons linéaires de tous les multivecteurs sur V est une algèbre associative et close par le produit extérieur. Cette algèbre, notée Λ(V), est appelée l'algèbre extérieure de V.

## Définition
Soit ℝn l'espace euclidien, muni de sa base orthonormée canonique[pourquoi ?]
{\displaystyle (e_{1},\ldots ,e_{n}).}
Si l'on se donne m vecteurs {\displaystyle v_{1},\ldots ,v_{m}}, on peut utiliser le produit extérieur pour former ce qu'on appelle un multivecteur ou encore m-vecteur :
{\displaystyle v_{1}\wedge \ldots \wedge v_{m}.}
Si l'on note {\displaystyle e_{ij}=e_{i}\wedge e_{j}}, alors l'espace des m-vecteurs sur ℝn, noté usuellement Λmℝn, est un espace vectoriel dont les éléments sont de la forme :
{\displaystyle \sum _{i_{1}<\ldots <i_{m}}{a_{i_{1},\ldots ,i_{m}}e_{i_{1},\ldots ,i_{m}}}.}
Un multivecteur est dit décomposable s'il peut être écrit comme produit extérieur de vecteurs de ℝn. Par exemple sur ℝ4, c'est le cas  de {\displaystyle e_{12}+2e_{13}-e_{23}=(e_{1}+e_{3})\wedge (e_{2}+2e_{3})} mais pas de {\displaystyle e_{12}+e_{34}}.

## Propriétés
Cet espace est muni d'une base canonique qui est
{\displaystyle \{e_{i_{1},\ldots ,i_{m}}\mid i_{1}<\ldots <i_{m}\}}
donc sa dimension est le coefficient binomial {\displaystyle C_{n}^{m}}.
De plus, cette base définit un produit scalaire sur cet espace.
Si m = n, alors
{\displaystyle v_{1}\wedge \ldots \wedge v_{n}=} det{\displaystyle [v_{1},\ldots ,v_{n}]e_{1,\ldots ,n}.}

## Interprétation
L'idée géométrique sous-jacente aux multivecteurs est de représenter un sous-espace vectoriel P de dimension m, dont l'expression {\displaystyle v=v_{1}\wedge \ldots \wedge v_{m}} en donnerait la base orientée.[incompréhensible]
Si l'on prend une autre base orientée de P, son produit extérieur {\displaystyle v'_{1}\wedge \ldots \wedge v'_{m}} est un multiple positif de v.
Si {\displaystyle v_{1},\ldots ,v_{m}} est une base orthonormée, alors {\displaystyle \|v_{1}\wedge \ldots \wedge v_{m}\|=1.}
{\displaystyle v_{1}\wedge \ldots \wedge v_{m}=0} si et seulement si ces vecteurs sont liés.